# Virarga
Virargues és un municipi francès situat al departament de Cantal i a la regió d'Alvèrnia-Roine-Alps. L'any 2007 tenia 135 habitants.

## Demografia

### Població
El 2007 la població de fet de Virargues era de 135 persones. Hi havia 54 famílies de les quals 12 eren unipersonals (4 homes vivint sols i 8 dones vivint soles), 15 parelles sense fills, 19 parelles amb fills i 8 famílies monoparentals amb fills.
La població ha evolucionat segons el següent gràfic:
Habitants censats

### Habitatges
El 2007 hi havia 92 habitatges, 52 eren l'habitatge principal de la família, 27 eren segones residències i 13 estaven desocupats. 87 eren cases i 5 eren apartaments. Dels 52 habitatges principals, 40 estaven ocupats pels seus propietaris, 10 estaven llogats i ocupats pels llogaters i 2 estaven cedits a títol gratuït; 1 tenia una cambra, 4 en tenien dues, 13 en tenien tres, 16 en tenien quatre i 17 en tenien cinc o més. 43 habitatges disposaven pel capbaix d'una plaça de pàrquing. A 26 habitatges hi havia un automòbil i a 20 n'hi havia dos o més.

### Piràmide de població
La piràmide de població per edats i sexe el 2009 era:
| Homes | Edats   | Dones |
| ----- | ------- | ----- |
| 0     | 95 o +  | 0     |
| 0     | 90 a 94 | 0     |
| 0     | 85 a 89 | 4     |
| 4     | 80 a 84 | 0     |
| 0     | 75 a 79 | 12    |
| 4     | 70 a 74 | 0     |
| 0     | 65 a 69 | 4     |
| 0     | 60 a 64 | 12    |
| 0     | 55 a 59 | 0     |
| 8     | 50 a 54 | 0     |
| 8     | 45 a 49 | 8     |
| 0     | 40 a 44 | 4     |
| 4     | 35 a 39 | 4     |
| 0     | 30 a 34 | 0     |
| 4     | 25 a 29 | 4     |
| 8     | 20 a 24 | 4     |
| 4     | 15 a 19 | 8     |
| 0     | 10 a 14 | 0     |
| 0     | 5 a 9   | 4     |
| 0     | 0 a 4   | 4     |

## Economia
El 2007 la població en edat de treballar era de 91 persones, 62 eren actives i 29 eren inactives. De les 62 persones actives 58 estaven ocupades (36 homes i 22 dones) i 5 estaven aturades (2 homes i 3 dones). De les 29 persones inactives 10 estaven jubilades, 11 estaven estudiant i 8 estaven classificades com a «altres inactius».

### Ingressos
El 2009 a Virargues hi havia 56 unitats fiscals que integraven 148 persones, la mediana anual d'ingressos fiscals per persona era de 12.090 €.

### Activitats econòmiques
Dels 6 establiments que hi havia el 2007, 1 era d'una empresa extractiva, 1 d'una empresa alimentària, 1 d'una empresa de fabricació d'altres productes industrials, 1 d'una empresa de construcció, 1 d'una empresa de comerç i reparació d'automòbils i 1 d'una empresa d'hostatgeria i restauració.
Dels 2 establiments de servei als particulars que hi havia el 2009, 1 era un paleta i 1 restaurant.
L'any 2000 a Virargues hi havia 9 explotacions agrícoles que ocupaven un total de 666 hectàrees.

## Poblacions més properes
El següent diagrama mostra les poblacions més properes.